# Hydroptila srisungwan
Hydroptila srisungwan is een schietmot uit de familie Hydroptilidae. De soort komt voor in het Oriëntaals gebied.